# Dynatosoma rotundatum
Dynatosoma rotundatum är en tvåvingeart som beskrevs av Zaitzev 1988. Dynatosoma rotundatum ingår i släktet Dynatosoma och familjen svampmyggor.
Artens utbredningsområde är North Carolina. Inga underarter finns listade i Catalogue of Life.